# Museo diocesano (Bressanone)
Il Museo diocesano di Bressanone (in tedesco Diözesanmuseum Brixen) venne ufficialmente istituito nel 1901.

## Storia
La prima collocazione del Museo di Bressanone fu nell'ala orientale del Palazzo Vescovile, la cosiddetta Hofburg. Ben presto però tali ambienti divennero troppo angusti per l'ampiezza delle collezioni e per questo motivo, nel 1908, si decise di spostare la sede nella Casa dei Canonici (Domherrenhaus). Nella seconda metà del Novecento, in seguito allo spostamento della sede vescovile da Bressanone a Bolzano, tutte le collezioni del Museo vennero ricollocate negli ambienti ormai vuoti del Palazzo Vescovile.
Significativo per la storia recente del Museo è stata la grande mostra storica del 2000, in seguito alla quale si è riorganizzato l'intero sistema espositivo museale.

## Allestimento
Dopo la grande mostra storica del 2000, l'intero sistema espositivo del museo diocesano è stato riammodernato, allineandolo alle attuali istanze museografiche. È stato reso più agile il racconto storico, fornendo ai visitatori un adeguato supporto didattico, attraverso la presenza di pannelli esplicativi; sono state rese più leggibili le preziose opere custodite, grazie a nuovi e moderni espositori e ad un nuovo sistema d'illuminazione, studiato in modo da porre in primo piano sia le opere esposte che la splendida decorazione degli ambienti. L'intero effetto è ottenuto grazie ad apposite strutture perimetrali sospese che irrorano di luce i soffitti per intero. Negli espositori invece non sono presenti fonti di luce se non nella sezione dedicata al Tesoro del Duomo.

## Palazzo Vescovile
Dal 1976 il Museo Diocesano è ospitato all'interno del Palazzo Vescovile, grande residenza tardo-rinascimentale ricostruita a partire dal 1595 su progetto di Alberto Lucchese.

## Collezioni

### Arte Medievale
Il percorso espositivo del Museo inizia al primo piano del palazzo con l'ampia sezione dedicata all'arte Medievale. Fin dalla fondazione il Museo presenta al visitatore il suo più interessante e prezioso tesoro: le sculture lignee.

#### Crocefissi
Nei crocefissi d'età romanica, XII-XIII secolo, prevalgono figure dai volti allungati, in cui la sofferenza è rappresentata non attraverso spasimi angosciosi, ma attraverso una dolente solitudine. Con i crocifissi gotici, del XIV secolo, invece si assiste ad una maggiore accentuazione del dolore e dello strazio fisico di Cristo attraverso la messa in evidenza delle dolorose ferite.
Assolutamente da menzionare sono il frammento di Crocefisso proveniente da Castel Lamberto, presso Brunico, databile tra il 1140 ed il 1150; il monumentale Crocefisso (1250) proveniente da Stilves, restaurato (è stata eliminata la ridipintura barocca).

#### Madonne del periodo tardoromanico
Dalle sculture lignee raffiguranti la morte in croce di Cristo, si passa all'intima dolcezza delle Madonne col Bambino duecentesche.
Il Museo Diocesano di Bressanone presenta una ricca raccolta di statue tardo-romaniche rappresentanti, secondo il consueto schema iconografico, la Madonna seduta in Trono (Maria come Madre di Dio, trono divenuto carne che accoglie il Figlio di Dio).
Le sculture più antiche ribadiscono la caratteristica di trono, immobile, di Maria: la Madonna delle clarisse di Bressanone (1250) ne è un esempio.
La Madonna da Varna, datata 1200 circa, è una rarità iconografica poiché Maria, come il Bambino che ha sul grembo, alza la sua mano per benedire i fedeli.

#### Madonne gotiche
Il passaggio dal periodo romanico al periodo gotico apporta significative modifiche all'iconografia mariana. Vengono rappresentati insieme alla Madonna dei Gesù sempre più infantili, i quali, quando ella è seduta, non riescono a stare composti sul grembo materno. Maria assume sempre più le fattezze di una regina, con la corona sul capo, abbigliata regalmente.
A testimonianza di questo cambiamento, la Madonna, 1330 circa, proveniente dal monastero delle Benedettine di Castel Badia, porta in braccio un grazioso Gesù Bambino che gioca con un uccellino; la Madonna di Laces invece è avvolta da un regale e sontuoso manto dorato.
La Pietà della chiesa di San Erardo di Bressanone, commissionata dal canonico Laur nella seconda metà del Trecento, e la Pietà conservata nell'abbazia di Novacella mostrano entrambe tutto il dolore della Vergine sul corpo del Figlio defunto.

#### Maestro Leonhard
Maestro Leonhard Scherhauff da Bressanone apre la propria bottega nella città sudtirolese nel 1440.
L'artista realizza numerosi affreschi parietali nelle chiese locali e ben presto si specializza nella produzione di altari lignei a portelli mobili, chiamando presso la propria bottega numerosi e diversi intagliatori. Leonhard infatti era probabilmente solo un pittore. Accanto a questa produzione, il maestro realizza anche oggetti d'uso liturgico.

L'artista morì nel 1475-1476 ed il figlio, Marx Scherhauff, che già da tempo lavorava al suo fianco, prese le redini della bottega.
Con la morte di questo, nel 1484, si perde definitivamente la presenza dell'inconfondibile stile di questo atelier di successo in area sudtirolese.
Di Leonhard Scherhauff sono sicuramente i disegni preparatori per le figure da scolpire. Osservando attentamente queste opere infatti si possono scorgere elementi tipici del maestro di Bressanone: le pieghe sfaldate a tre raggi nei panneggi, i tratti delicati dei visi.

#### Maestro Hans Klocker e bottega
La bottega di Hans Klocker, specializzata nella produzione di altari a portelle, acquista tra il 1475 e il 1500 il monopolio sull'intero territorio della Diocesi brissinese.
Arriva a realizzare altari anche per il vicino bolzanino e per il territorio circostante. Dal territorio diocesano provengono gli altari di Funes e Scaleres in cui compare la scena più frequentemente realizzata dal maestro e dalla sua bottega, quella della Natività. Dall'altare di Caldaro proviene la delicata Vergine inginocchiata esposta in Museo (dal gruppo dell'Incoronazione).

#### Pittura su tavola brissinese
La bottega di Pachel influenzò notevolmente i pittori su tavola, i quali, se non operavano presso questa bottega, provenivano dalla Germania Meridionale. Fanno parte delle collezioni del Museo due grandi portelle d'altare, provenienti da San Giovanni in valle Aurina, realizzate da Simon Mareigl, artista nativo di Tesido, il quale si forma presso la cerchia di seguaci di Leonhard da Bressanone ed in seguito rimane influenzato dallo stile di Pacher.

Altra interessante opera è la tavola, realizzata nel 1515 da Paul Zwinger, raffigurante la Sacra stirpe del santuario di Campo di Trens.

### Arte rinascimentale e barocca

#### Pittura rinascimentale
In questa sezione del Museo sono ospitate diverse ed interessanti opere d'importazione nordica, provenienti dalle collezioni del palazzo vescovile. Si possono ammirare pregevoli opere quali una Madonna con Bambino di Jan Gossaert detto Mabuse, primo romanista della scuola fiamminga; un Compianto sul Cristo morto, un tempo nella Galleria dell'Accademia di Parma, datato 1500 ed attribuito ad un artista della cerchia di Hans Memling ed il Cristo deriso della bottega di Lucas Cranach.

#### Epitaffi rinascimentali
Gli epitaffi sono dipinti a carattere commemorativo affissi alle pareti con lo scopo di mantenere vivo il ricordo del defunto. Fanno parte di questa collezione gli epitaffi per i canonici del Duomo Matthias Horn e Paul Hölzl, provenienti dal Duomo di Bressanone. L'epitaffio Horn, raffigurante la scena della Resurrezione di Lazzaro, eseguito nel 1530, è attribuito a Lorenz Guetl. L'epitaffio Hölzl, raffigurante la Predica di San Paolo all'Areopago, realizzato nel 1538, è opera di Paul Luckner, pittore nativo di Campo Tures. Tra gli epitaffi più recenti, eseguiti per la Collegiata di Nostra Signora, va ricordato l'epitaffio del canonico Andreas Casletan realizzato nel 1602 da Georg Trabl.

#### Bartlmä Dill Riemenschneider
Bartlmä Dill realizzò numerosi cicli a fresco per le famiglie nobili, preziose stufe in maiolica e tavole d'altare. Nelle sale del museo diocesano è esposto un preziosissimo altare ad ante mobili dipinto con una Adorazione dei Magi, realizzato da Bartlmä Dill per il duomo di Bressanone. Particolarità di questo altare è il fatto che la tavola centrale non è più divisa dalle ante laterali, ma è riunita a queste attraverso l'unica composizione.

#### Scultura barocca

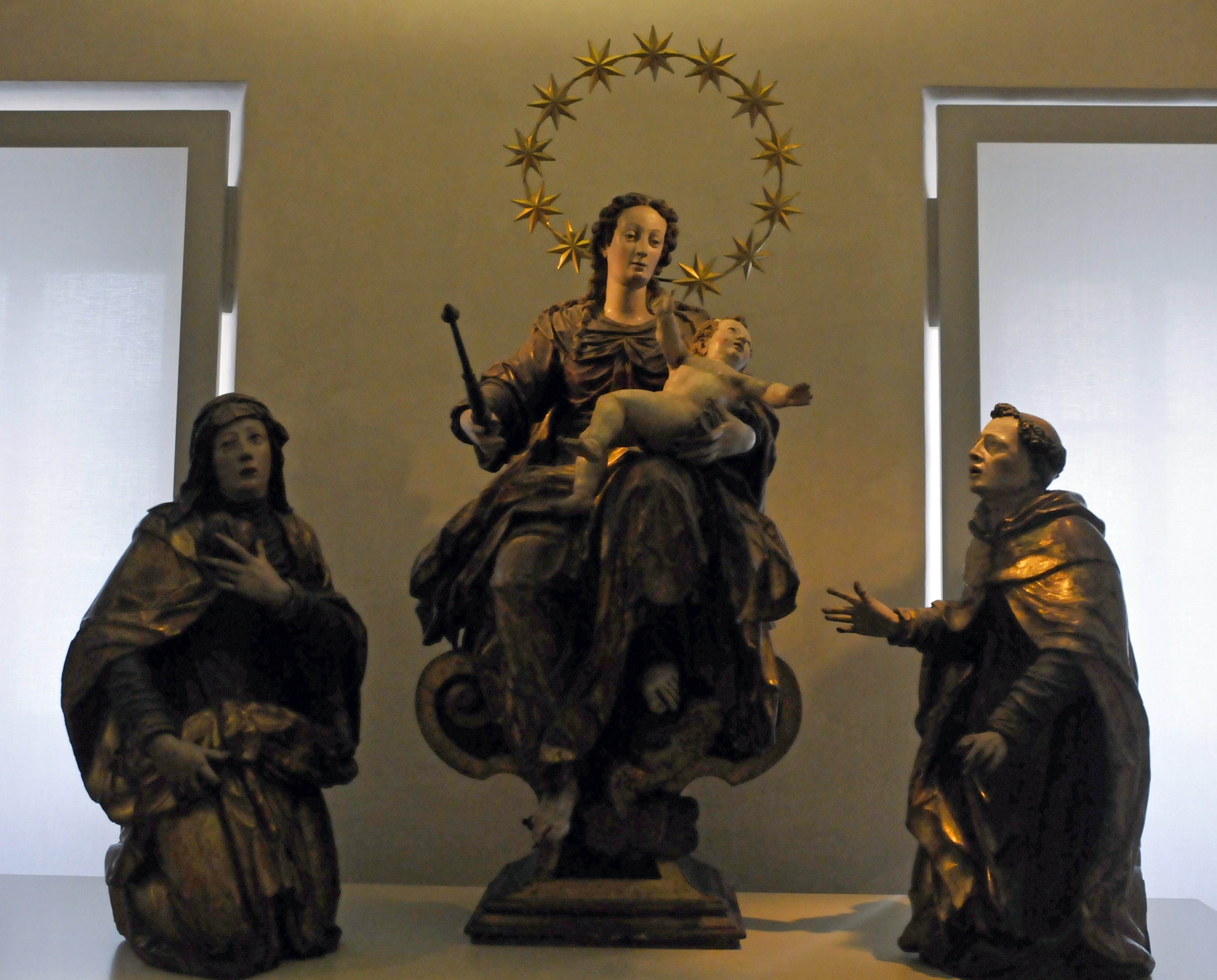
Sculture di Adam Baldauf

Una sala del museo è dedicata agli scultori del seicento che avevano bottega a Bressanone. Di Adam Baldauf (1580 ca. - 1631) sono esposti Il martirio di San Cassiano (il santo patrono della diocesi), una coppia di putti, una Madonna ed un gruppo scultoreo con la Vergine; di Hans Reichle di Schongau, ma residente a Bressanone, allievo del Gianbologna, sono esposti una delle statue di terracotta e quattro rilievi a medaglione; di Raphael Barat un gruppo scultoreo.

#### Paul Troger - pittore del barocco da Monguelfo
Nato nel 1698 a Monguelfo, Paul Troger è uno dei più significativi esponenti del barocco austriaco. Nel museo è conservata una delle sue opere più significative: la Natività, realizzata nel 1720 sotto l'impressione della luminosità del bolognese Guido Reni. La maggior parte delle opere di Troger e dei suoi allievi qui esposte provengono dalla chiesa della Maddalena di Monguelfo.

### Tesoro del duomo
Durante l'invasione francese del 1797 i tesori e i reliquiari vennero trasportati a Varna e Scaleres, per ritornare al loro posto subito dopo, sotto la scorta del generale Joubert. Il tesoro del Duomo di Bressanone è collegato direttamente al Museo Diocesano dal 1927.
Il tesoro è stato sistemato ed esposto in modo nuovo nel 2001, in occasione della nuova apertura del museo, grazie al contributo della Fondazione Cassa di Risparmio di Bolzano.
Tra i pezzi di maggior pregio e fascino del Tesoro del duomo si devono ricordare l'eccellente cassetta per reliquie in legno di cedro cipriota, del tardo XII secolo, dono del doge veneziano Domenico II Contarini al principe vescovo di Bressanone Antonio Crosini; la nutrita serie di reliquiari ad ostensorio del XV - XVI secolo, tra i quali va menzionato lo splendido reliquiario con il capo di San Marco, realizzato nel 1543, con fusto in corallo; numerose suppellettili ecclesiastiche qualincalici, papi, croci astili, databili tra l'XI ed il XVI secolo; diversi reliquiari del periodo barocco.
Il pezzo forte del Tesoro è comunque costituito dalla ricca collezione di paramenti sacri.
La casula di Sant'Alboino, con il motivo dell'aquila, pallium aquilatum, databile intorno all'anno 1000, è uno spettacolare lavoro bizantino in seta pura, dono imperiale, di Enrico II oppure di Corrado II, al vescovo di Bressanone Alboino.
I pezzi più antichi delle vesti pontificali, indossate dai vescovi brissinesi durante le maggiori festività liturgiche, sono invece databili al XII secolo.
Altrettanto interessanti sono le vesti del vescovo Artmanno, risalenti al XII secolo, in seta damascata con splendide passamanerie provenienti direttamente dalla Sicilia arabo - normanna.
Di pregevolissima fattura sono anche le tre preziose mitrie databili tra il XII ed il XV secolo. La mitria è il copricapo liturgico del vescovo ed appartiene ai pontificali, segni d'onore del pastore d'anime.
Infine questa sezione comprende anche una grande pala d'altare con la Morte della Vergine eseguita nel 1600 dal pittore austriaco Hans Schmid.

### Presepi
A pian terreno del palazzo vescovile è collocata la ricca collezione di presepi.
Questa caratteristica sezione conta ben 8 diverse sale dove, entro apposite vetrine, sono conservati ed esposti singoli pezzi ed interi gruppi di presepi. A render ancor più prestigiosa questa raccolta brissinese è la presenza di due grandiosi cicli di scene, per un totale di varie migliaia di statuine, intagliate in legno di cirmolo, commissionate dal principe vescovo Karl von Lodron, intorno al XIX secolo, a due distinte botteghe. I due cicli non rappresentano esclusivamente i tradizionali episodi della natività, ma un'ampia gamma di episodi legati al Nuovo Testamento ed alla Storia della Redenzione. 
La particolarità infatti di questa raccolta non sta solo nell'alta qualità artistica delle statue, ma nel fatto che queste rappresentazioni sono in grado di rivelare e trasmettere la storia della Redenzione.

#### Presepe dei fratelli Probst
Questo presepe liturgico venne scolpito nel 1800, per l'anticamera dell'abitazione del principe vescovo von Lodron, dai due fratellastri Augustin Alois Probst e Josef Benedikt Probst di Vipiteno. L'intero gruppo comprende 5000 statuine ed è composto da 50 distinte scene: scene natalizie, scene con la passione di Cristo, feste ebraiche.

#### Presepe di Nissl
Franz Xaver Nißl, di Fügen nella Zillertal, eseguì, su commissione del principe vescovo von Lodron, nel 1794, un ciclo natalizio ed un ciclo della Passione per la Cappella Aulica del Palazzo Vescovile. Il ciclo natalizio è composto da ben quindici scene tutte tratte dall'inizio del Nuovo Testamento. Tra queste vanno ricordate il Giardino con i 12 profeti, il Censimento, l'Adorazione dei pastori, l'Adorazione dei Magi, la Strage degli innocenti, la Discesa di Erode agli Inferi e le Nozze di Canaa.
Il Ciclo della Passione invece venne realizzato come presepe quaresimale.
Le scene rappresentate raffigurano diversi istanti della Passione di Cristo: la Preghiera sul Monte degli Ulivi, Gesù davanti al tribunale di Anna, Cristo al Sinedrio e dinanzi a Caifa, Cristo davanti a Ponzio Pilato, dinanzi ad Erode Agrippa, l'Ecce homo, la Via Crucis e la Crocifissione.

## Iniziative
Le iniziative proposte sono numerose. Oltre a laboratori didattici per bambini e ragazzi della scuola media inferiore, il museo propone concerti, mostre temporanee, convegni ed approfondimenti, nonché visite guidate alle proprie collezioni.

## Pubblicazioni
- L'oro degli etruschi. I segni del potere,  Catalogo della mostra (5.5.2007-6.1.2008) - Saggi di Debora Barbagli e Giuseppina Carlotta Cianferoni - Museo Diocesano Bressanone 2007
- Käthe Kollwitz. Grafiche, disegni e sculture dal Käthe Kollwitz Museum di Colonia, Catalogo della mostra (17.3.2007-27.5.2007), Saggi di Hannelore Fischer, Alexandra von dem Knesebeck, Katja Lambert e Leo Andergassen - Museo Diocesano Bressanone 2007
- I patroni della diocesi di Bolzano-Bressanone. Leggenda, culto e arte, Catalogo della mostra (27.5.2006-1.10.2006) - Saggi di Leo Andergassen e Patrizia Mair - Museo Diocesano Bressanone 2006
- Stephan Kessler (1622-1700). Un pittore dell'Età di Rubens, Catalogo della mostra (1.6.2005-31.10.2005) - Con saggi di Ulrich Becker, Eduard Scheiber, Leo Andergassen, Helmut Stampfer, Elvio Mich e Rudolf Ingruber - Museo Diocesano Bressanone 2005
- Ori e argenti. Tesori sacri nel Sudtirolo, Catalogo della mostra (5.7.-31.10.2003) - Museo Diocesano Bressanone 2003
- I coloni di Carnuntum. Mercanti d'ombra, sacerdoti dell'imperatore e legionari sul Limes danubiano da Werner Jobst, Catalogo della mostra (23.3.2002-22.9.2002) del Museo Diocesano Palazzo Vescovile Bressanone in collaborazione con il Museo Archeologico Carnuntinum. Con saggi di Jasmine Cencic, Franz Humer, Helga Jobst, Manfred Kandler e Gabrielle Kremer
- 1500 circa Landesausstellung 2000 mostra storica Leonardo e Paola - Una coppia diseguale; De ludo globi - Il gioco del mondo; Alle soglie dell'impero Il catalogo contiene saggi e schede di tutti e tre sedi della mostra storica (Lienz, Trento e Bressanone)
- Icones Clarae. Arte dal Convento delle Clarisse di Bressanone, Catalogo della mostra (26.6.1999-31.10.1999) - Saggi di Leo Andergassen, Martin Bitschnau, Gisela Fleckenstein, Gerard Pieter Freeman, Johann Kronbichler, Eduard Scheiber, Bressanone 1999
- Museo Diocesano Palazzo Vescovile Bressanone - guida breve (ted./ital./ingl.) / Diözesanmuseum Hofburg Brixen / Diocesan Museum Bishop's Residence Brixen. Una guida alle collezioni. Bressanone 1999
- Karl Wolfsgruber, Il Palazzo Vescovile di Bressanone. Guida al Museo Diocesano, con saggi sulla storia del Palazzo e sulle collezioni del Museo, terza edizione ampliata
- Karl Wolfsgruber, Presepi tirolesi nel Palazzo Vescovile di Bressanone, sulla storia della collezione di presepi tirolesi nel Palazzo Vescovile di Bressanone, Bolzano 1990